# Свято-Успенська церква (Гадяч)
Свято-Успенський собор — діючий православний храм у місті Гадячі, що на Полтавщині. Належить до Української Ставропігійної Православної Церкви.   
У 1831 році на місті храму була збудована однойменна церква у стилі класичного ампіру. Та у 1950-х вона була зруйнована совітами, а у 1990-х роках на цьому місці був побудований сучасний собор в традиції української церковної архітектури. 
Розташований у середмісті за адресою: пл. Соборна, буд. 2а, м. Гадяч—37300 (Полтавська область, Україна).

## Минувшина і сьогодення храму
Перша церква, ще дерев'яна, існувала в Гадячі вже в 1634 році.

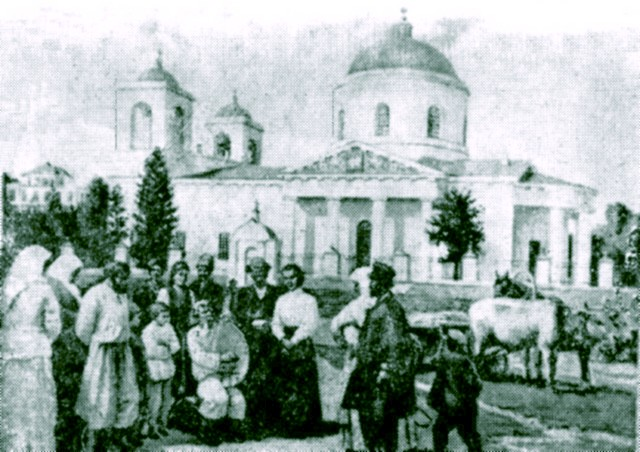
Леся Українка та Климент Квітка біля Успенського собору

Мурований храм на тому ж самому місці, що мав три престоли, був збудований коштом купця І. К. Марулєва в 1831 році, і ця церква простояла понад 100 років.
У 1934 році, в роки тотальної боротьби з релігією, гадяцький Свято-Успенський храм був закритий радянською владою, а в повоєнні роки розібраний разом з фундаментом. На місці храму побудували літній кінотеатр, але його перекриття обвалилося через інженерні прорахунки. Імовірно, щоб більше не ризикувати, цю будівлю розібрали, а місце заасфальтували, а на місці колишнього храму виник танцмайданчик.
У 1990—91 році благочинний Гадяцького округу та віруючі міста порушили клопотання про відновлення храму на його історичному місці, але влада ніяк не реагувала. Після численних пікетів, демонстрацій і протестів активісти релігійної громади зважилися на відчайдушний вчинок: вони самочинно захопили земельну ділянку. Пізніше він був огороджений і освячений, і на ньому, так само самочинно, було розпочато будівництво собору. Виконком Гадяцької міської ради узаконив цю дію лише 20 листопада 1997 року, всього за півроку до освячення вже практично зведеного собору, якому знову випала честь стати головним храмом міста.
Величний Свято-Успенський храм у Гадячі зводився на добровільні пожертвування місцевих жителів і підприємств. Відтак, 24 квітня 1998 його освятив Високопреосвященний Феодосій, митрополит Полтавський і Кременчуцький. Собор став духовним осередком і окрасою Гадяча.
Сьогодні гадяцький Свято-Успенський собор здійснює катехизаторсько-просвітницьку й місіонерську роботу, надає допомогу місцевому будинку-інтернату для людей похилого віку, також функціонує ініціативна група прочан. Бібліотека релігійної літератури, що працює при храмі, має близько 500 томів. Свято-Успенський собор утримується за рахунок православної громади Гадяча.

## Джерело
Неофіційний сайт міста Гадяч
- за інформацією Полтавської єпархії Української православної церкви (Московського патріархату) // вміщено тут (підсторінка Гадяцького благочиння) на сайті Полтавської єпархії УПЦ МП